# Plethodintinae
Plethodintinae — підродина хвостатих земноводних родини Безлегеневі саламандри (Plethodontidae). Існує 100 видів, що поширені у США, Канаді, Європі та Південній Кореї.

## Роди
- Aneides Baird, 1851
- Desmognathus Baird, 1850
- Ensatina Gray, 1850
- Hydromantes Gistel, 1848
- Karsenia Min, Yang, Bonett, Vieites, Brandon & Wake, 2005
- Phaeognathus Highton, 1961
- Plethodon Tschudi, 1838
- Speleomantes Dubois, 1984